# Решётчатая дистрофия роговицы, тип I
Решётчатая дистрофия роговицы, тип I (LCD1; дистрофия Бибера-Хааба-Диммера) - редкая форма дистрофии роговой оболочки человека, связанная с мутациями гена TGFBI, кодирующего кератоэпителин. В отличие от решётчатой дистрофии II типа, не имеет системных проявлений. По мере развития заболевания в роговице образуются волокнистые помутнения с тонкими переплетающимися ответвлениями. Дистрофия развивается в обоих глазах, обычно проявления становятся заметны к концу первой декады жизни.
Решётчатая дистрофия роговицы была впервые описана швейцарским офтальмологом Хьюго Бибером в 1890 году.